# Jozef Bíreš
Jozef Bíreš (ur. 7 marca 1956 w Bańskiej Bystrzycy) – słowacki lekarz weterynarii, nauczyciel akademicki i urzędnik państwowy, profesor, w 2023 minister rolnictwa i rozwoju wsi.

## Życiorys
W 1981 ukończył studia z zakresu medycyny weterynaryjnej na uczelni przekształconej później w Uniwersytet Medycyny Weterynaryjnej w Koszycach. Doktoryzował się na tej samej uczelni w 1987, a w 1998 uzyskał profesurę w zakresie medycyny weterynaryjnej. Jako nauczyciel akademicki związany z macierzystą uczelnią, pełnił funkcje prorektora uniwersytetu (1998–2000) oraz dyrektora instytutu badawczego medycyny weterynaryjnej (2002–2003). W latach 2003–2007 był dyrektorem generalnym państwowej administracji weterynaryjnej i żywnościowej (ŠVPS SR). Powrócił do kierowania tą instytucją w 2010.
W maju 2023 powołany na urząd ministra rolnictwa i rozwoju wsi w technicznym rządzie Ľudovíta Ódora. Funkcję tę pełnił do października tego samego roku.